# Universal Migrator
Universal Migrator (с англ. Вселенский Странник) — четвёртая работа проекта Ayreon, состоящая из двух частей, разделённых на четвёртый и пятый альбомы, нидерландского музыканта Арьена Лукассена. Обе части вышли в 2000 году. The Dream Sequencer выполнен в жанре прогрессивного рока, Flight of the Migrator — в жанре прогрессивного метала.

## Сюжет

### The Dream Sequencer (Синтезатор снов)
Во «Вселенском страннике, часть первая: Синтезатор снов» Арьен вернулся к истории «Финального эксперимента» и 2084 году. С тех пор, как последняя мировая война уничтожила Землю, как предсказывал слепой бард Эйреон в VI веке (Первый диск Ayreon The Final Experiment), прошло 28 лет.
В то время, когда Земля была охвачена истребительной войной, небольшое количество колонистов находилось на Марсе, наблюдая оттуда за уничтожением Земли. В течение многих лет, колонисты выживали исключительно благодаря поставкам с Земли, но после начала войны поставки прекратились, и большинство колонистов скончалось. Главный герой — последний выживший человек в колонии, родившийся уже на Марсе и никогда не видевший Землю.
Чтобы хоть как-то разнообразить марсианский досуг, местные учёные создали Синтезатор Снов (Dream Sequencer) — устройство, позволяющее колонистам посредством гипноза погружаться в воспоминания, в том числе и из прошлых жизней.
С помощью этого устройства герой снова переживает свою юность на Марсе, а затем его одолевают видения его прошлых воплощений: он переживает жизнь и смерть женщины, погибшей в земной войне, и высадку на Луну в 1969 году, становится знаменосцем, позирующим Рембрандту для его картины «Ночной дозор». Но видения несут его ещё дальше в прошлое. Он обороняет Англию в образе Елизаветы Первой и наблюдает, как английский флот отправляется на сражение с испанской армадой, а будучи девушкой из племени майя, становится свидетелем священных церемоний в Тикале.
Далее выясняется, что Колонист в одном из своих прошлых воплощений был тем самым менестрелем Эйреоном, а в ещё более раннем воплощении он присутствовал при строительстве Стоунхенджа. В первом же своём воплощении он был первым человеком на Земле.

### Flight of Migrator (Полет Странника)
«Вселенский странник» продолжает историю последнего человека, выжившего на Марсе.
После событий, описанных в Dream Sequencer, он захотел продолжить путешествие и увидеть момент, предшествующий появлению Вселенной. Колонист стал свидетелем Большого Взрыва и создания первой души — Вселенского странника. Эта душа разделилась на множество других душ, которые отправились на поиски планет, подходящих для жизни.
В программе Синтезатора Снов Колонист следует за душой, летящей к Земле. В своем путешествии сквозь бездны Космоса он встречает множество астрономических явлений, таких как квазары (упоминается конкретный квазар 3c273), пульсары, сверхновые, чёрные дыры и пространственно-временные тоннели. Когда он наконец-то попадает в солнечную систему, программа Синтезатора Снов перегружается, ведь ранее колонисты никогда не осмеливались путешествовать так далеко во времени. Синтезатор Снов отчаянно пытается пробудить Колониста, но слишком поздно — Колонист умирает в машине. Тогда Вселенский Странник говорит ему: «Вечность лежит перед тобой. Ты новый странник».

## Отсылки к предыдущим альбомам
В Universal Migrator присутствует несколько прямых ссылок на другие альбомы Ayreon. В песне «2084» говорится, что последняя мировая война и гибель человечества были предсказаны слепым менестрелем Эйреоном из The Final Experiment. В «Carried by the Wind» объясняется, что главный герой в одной из своих прошлых жизней сам был Эйреоном, также в этой песне звучат музыкальные фрагменты и прямые текстовые цитаты из «Charm of the Seer» с дебютного альбома проекта. В «Out of the White Hole», следуя за Странником, герой видит планету Y — родину пришельца Вечного из Into the Electric Castle.
Кроме того, в альбоме есть немало вопросов и неясностей, затронутых самим Люкассеном в буклете к специальному двойному изданию Universal Migrator. Так, Колонист мог быть Человеком Будущего — одним из героев Into the Electric Castle, который думает, что мир в который он попал, является виртуальной реальностью, сконструированной Синтезатором Снов. Женщина из «2084» могла быть одним из учёных, разработавших проект «Последний Эксперимент» и пославших Эйреону видения будущих катастроф. Мальчик из «One Small Step» мог стать тем самым человеком XX века, который, согласно предсказанию Мерлина, продолжит дело Эйреона (в буклете также есть прозрачные намёки на то, что под ним подразумевается сам Люкассен). Арьен также намекает на то, что на все жизни Колониста мог как-то влиять Вечный.

## Список композиций

### The Dream Sequencer
- 1.The Dream Sequencer
- 2.My House on Mars
- 3.2084
- 4.One Small Step
- 5.The Shooting Company of Frans B.Cocq
- 6.Dragon on the Sea
- 7.Temple of the Cat
- 8.Carried by the Wind
- 9.And the Druids Turn to Stone
- 10.The First Man on Earth
- 11.The Dream Sequencer (Reprise)

### Flight of the Migrator
- 1.Chaos
- 2.Dawn of a Million Souls
- 3.Journey on the Waves of Time
- 4.To the Quasar
- 5.Into the Black Hole
- 6.Through the Wormhole
- 7.Out of the White Hole
- 8.To the Solar System
- 9.The New Migrator

## Участники записи

### The Dream Sequencer
- Арьен Лукассен — электро- и акустическая гитары, бас, аналоговые синтезаторы, клавишные, вокал на 8
- Йохан Эдлунд — вокал на 2
- Флор Янсен — вокал на 2
- Лана Лейн — вокал на 3, 6, бэк-вокал на 4, 5
- Эдвард Рекерс — вокал на 4
- Маус — вокал на 5
- Жаклин Говаерт- вокал на 7
- Дамьен Уилсон — вокал на 9
- Нил Морс — вокал на 10
- Марк МаКрайт — бэк-вокал на 10
- Эрик Норландер — аналоговые синтезаторы, клавишные, фортепиано, вокодер, Хаммонд
- Роб Снийдерс — ударные
- Клайв Нолан — синтезаторное соло на 3

### Flight of The Migrator
- Арьен Лукассен — электро- и акустическая гитары, бас, аналоговые синтезаторы, клавишные
- Эрик Норландер — аналоговые синтезаторы, клавишные, вокодер, Хаммонд
- Эд Уорби — ударные
- Питер Сиедлач — струнные
- Рассел Аллен — вокал на 2
- Ральф Шиперс — вокал на 3
- Анди Дерис — вокал на 4
- Брюс Дикинсон — вокал на 5
- Фабио Лионе — вокал на 6
- Тимо Котипелто — вокал на 7
- Robert Soeterboek — вокал на 8
- Ян Перри — вокал на 9
- Лана Лейн — бэк-вокал на 4, 5, 6, 9
- Дамьен Уилсон — бэк-вокал на 2
- Эрик Норландер — синтезаторное соло на 1, 3, 4, 5, 7
- Рене Меркелбеч — синтезаторное соло на 4
- Клайв Нолан — синтезаторное соло на 5
- Гэри Уэркамп — синтезаторное соло на 6
- Кэйко Кумагаи — синтезаторное соло на 9
- Майкл Ромео — гитарное соло на 2
- Гэри Уэркамп — гитарное соло на 6